# Heath Robinson (Kryptologie)

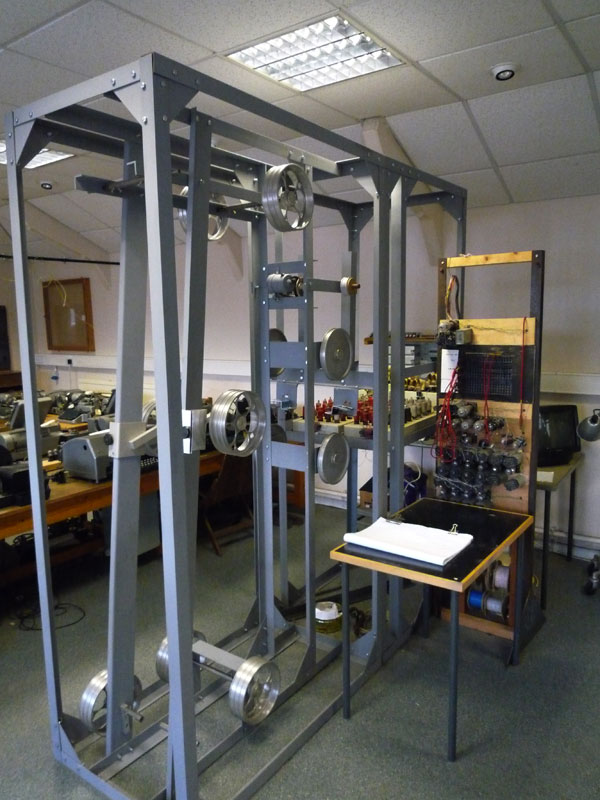
Nachbau einer Heath Robinson im Nationalen Computer-Museum

Die Heath Robinson war eine kryptanalytische  Maschine, die während des Zweiten Weltkriegs von britischen Codebreakers im englischen Bletchley Park (B.P.) erfolgreich zum Bruch der deutschen Lorenz-Schlüsselmaschine eingesetzt wurde. Verbesserte Nachfolgemaschinen waren die Old Robinson, die  Super-Robinson und vor allem Colossus, der weltweit erste programmierbare elektronische Computer der Welt.

## Vorgeschichte
Ab Juni 1941 begann die deutsche Wehrmacht ihre Fernschreibverbindungen zwischen den obersten Kommandostellen durch eine hierzu neuentwickelte Schlüsselmaschine genannt Schlüssel-Zusatz 40 (SZ 40) zu sichern. Oberhalb der für die taktische Kommunikation weiterhin genutzten Enigma-Maschine, diente er zur Verschlüsselung des strategischen Nachrichtenverkehrs, insbesondere zwischen dem Oberkommando der Wehrmacht (OKW), mit Sitz in Wünsdorf nahe Berlin, und den Armeeoberkommandos (AOK) in Städten wie Wien, Rom, Paris, Athen, Kopenhagen, Oslo, Königsberg, Riga, Belgrad, Bukarest und Tunis. Die Briten gaben ihm den Decknamen Tunny („Thunfisch“).
Nachdem dem britischen Codebreaker John Tiltman (1894–1982) in mühsamer zweiwöchiger Handarbeit im Herbst 1941 der entscheidende erste Einbruch in den SZ 40 gelungen war und in der Folge Bill Tutte das deutsche Verfahren völlig aufgedeckt hatte, wurde ab 1. Juli 1942 unter der Leitung von Ralph Tester in der sogenannten Testery der Tunny-Funkverkehr routinemäßig per Hand gebrochen.

## Maschine

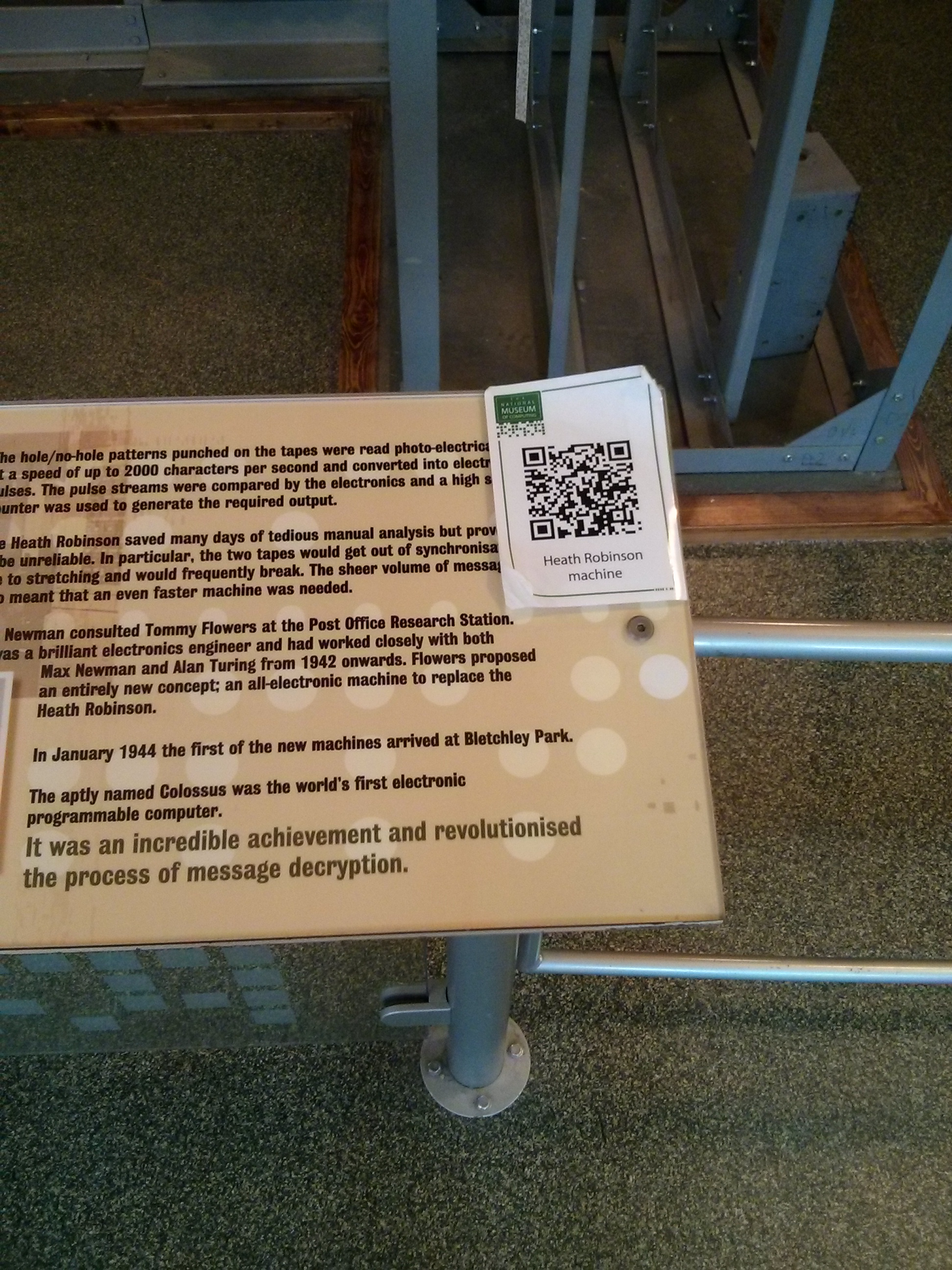
Erklärungsplakette am Fuß des Nachbaus

Parallel wurde durch Max Newman (1897–1984) eine maschinelle Lösung angestrebt. Hierzu wurde vom Waliser Charles Eryl Wynn-Williams (1903–1979) eine Maschine entworfen. Sie diente zur Automatisierung der mühsamen Handarbeit in der Testery. Im Mai 1943 war das erste Exemplar fertiggestellt und betriebsbereit. Es bekam den Namen Heath Robinson mit ironischem Bezug auf den damals im Vereinigten Königreich berühmten Karikaturisten William Heath Robinson (1872–1944), der für seine komischen Zeichnungen von Maschinen bekannt war, deren Kompliziertheit in keinem Verhältnis zu ihrem banalen Nutzen standen.
Die Heath Robinson erwies sich als wenig zuverlässig und wurde später durch den ersten programmierbaren elektronischen Computer der Welt ersetzt, genannt Colossus.